# På Sions berg där står ett slaktat Lamm
På Sions berg där står ett slaktat Lamm är en psalmtext med fem 4-radiga verser författade av Erik Nyström. Texten bygger på Uppenbarelseboken 14:1-3. Oscar Lövgren uppger att det är en översättning av den engelska texten With harps and with vials there stand a great throng av Arthur Tappan Pierson.
Melodin är densamma som till psalmen En morgon utan synd jag vakna får

## Publicerad i
- Sånger till Lammets lof 1878, också kallad "Sankeys Sånger"
- Herde-Rösten 1892, som nr 228 med titeln "Lammet och den frälsat skaran" under rubriken "Betrakelse".
- Svenska Missionsförbundets sångbok 1920 nr 472 under rubriken "Hemlandssånger".
- Sionstoner 1935 som nr 675 under rubriken "Pilgrims- och hemlandssånger".
- Sions Sånger 1951, som nr 171.
- Sions Sånger 1981, som nr 60 under rubriken "Församlingen".
- Sions Sånger 2008